# ジョルジュ・ダントン
ジョルジュ・ジャック・ダントン（仏: Georges Jacques Danton, 1759年10月26日 - 1794年4月5日）は、フランス革命で活躍した代表的な政治家で、パリ・コミューン助役、国民公会議員、司法大臣、公安委員会の首班など、要職を歴任した。

## 略歴
1759年、フランス王国シャンパーニュ地方アルシ＝シュル＝オーブに生まれる。トロワのコレージュで教育を受けた後、1780年にパリへ出て法律を学び弁護士となった。1787年には王室顧問会議付き弁護士になる。モンテスキューやディドロら啓蒙思想家の著作を愛読し、英語やイタリア語も習得していた。
「ものやわらかで、控えめで無口」だったダントンだが、1789年7月13日に市民たちを扇動する。これをきっかけに革命に参加し、ジャコバン・クラブに加入する。独特の存在感を発揮して9月にコルドリエ地区の議長に選ばれた。1790年4月にコルドリエ・クラブを創設後、シャン・ド・マルスの虐殺に巻き込まれて一時イギリスに亡命した。パリ・コミューンの第2助役に選ばれ、1792年には、民衆を扇動してテュイルリー宮殿を襲撃させた（8月10日事件）。これを経て発足したジロンド派の内閣に、司法大臣として急進派でただ一人起用される。
この頃対外戦争は敗戦続きで、9月2日にヴェルダンでフランス軍が降伏。周囲が動揺するなか「勇気が、常に勇気が、さらに勇気が必要なのだ」で知られる有名な演説で国民を鼓舞した。しかし責任大臣であった九月虐殺は防げなかった。
同時期に国民公会議員にも当選し、1792年末から開始された元国王ルイ16世の裁判では処刑に賛成。1793年春における革命裁判所や公安委員会の創設にも貢献し、モンターニュ派の指導者としての地位を確立する。だが党派抗争を止めるためにジロンド派とも接触するが失敗。ダントン自身の汚職疑惑に加え、友人の将軍シャルル・フランソワ・デュムーリエがルイ・フィリップ（"フィリップ・エガリテ"の子）と共にオーストリアへ寝返ったことによって窮地に陥り、公安委員会からも退いた。

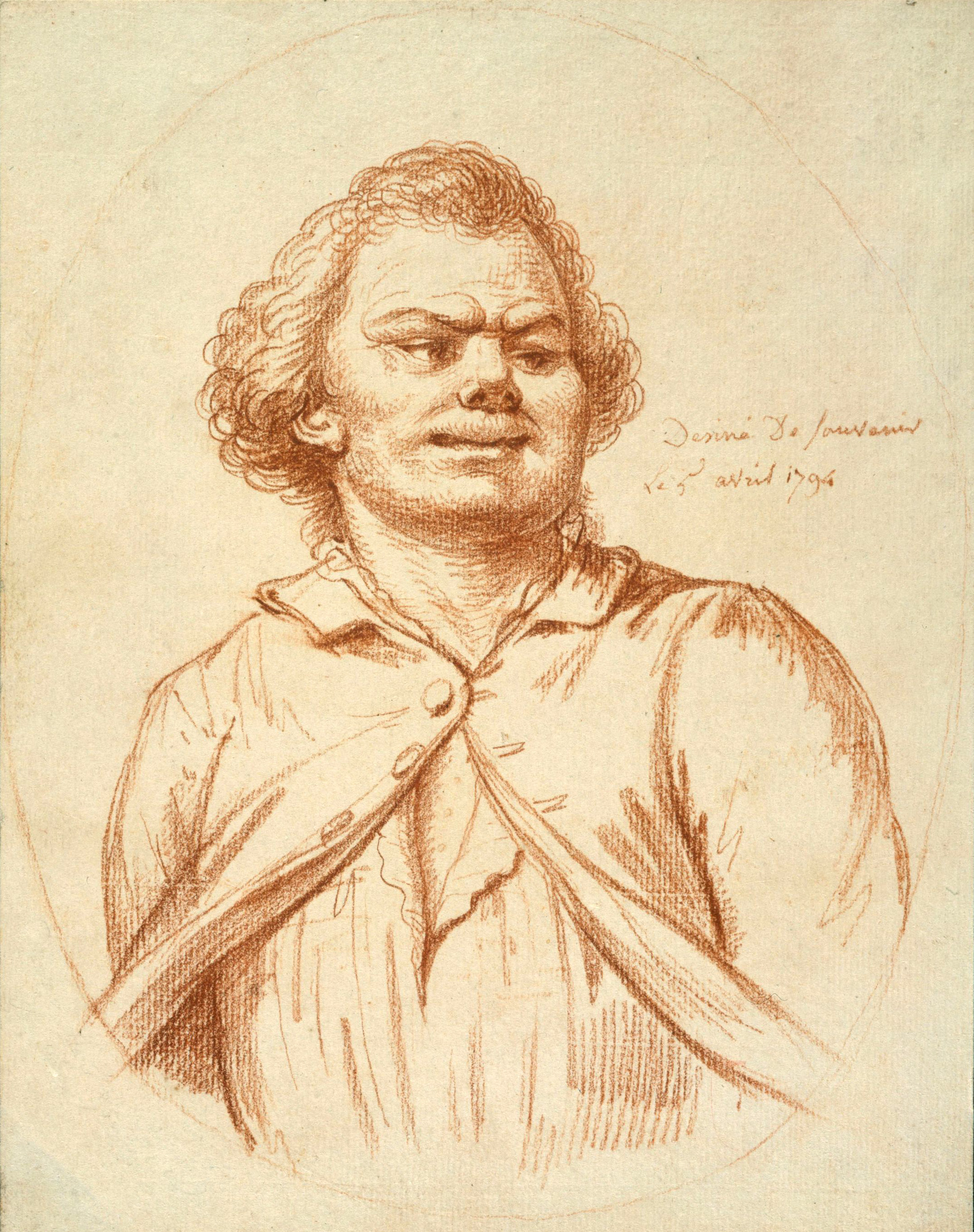
処刑時のダントンのスケッチ。ピエール＝アレクサンドル・ウィル（fr）画(推定)

10月13日には病気のため故郷アルシに帰省したが、11月20日にパリに戻った。帰還後はカミーユ・デムーランと恐怖政治の廃止や反革命容疑者の釈放を呼びかけるようになった。当初はエベールらが進めた反キリスト教運動に対抗するためロベスピエールと協力した。しかしながらエベール派の粛清後は、ロベスピエールや公安委員会との対立があらわになった。また東インド会社解散に伴う清算における大規模な横領事件が発覚し、親しい議員が逮捕されたこともダントンへの疑いを深めた。
1794年3月30日深夜、ダントンやデムーランらダントン派が逮捕された。告発状はロベスピエールによる覚書をもとにサン＝ジュストによって作成されたが、そこで挙げられたダントンの罪のうち大半は、（冗談への非難までを含む）いい加減なものであった。ダントンは裁判で持ち前の雄弁をふるい、判事も無罪に傾きかけた。だが弁論を妨害されるなどの圧力がかかり、結局4月5日の午後1時に、その他共和国の敵と共謀の上、王政の復活と国民公会、政府の転覆を企てた罪で死刑の判決を受けた。昼食を取った後、午後4時半頃に荷馬車に載せられたが、ダントン以下、一同は陽気そうに言葉を交わし、ギロチンへの道すがらロベスピエールの家の前を通りかかると「ロベスピエール、次はお前の番だ！」と叫び、最後まで堂々とした態度で、群衆の埋まった革命広場にて午後5時半から始まり同日執行された15人の内、午後6時10分、一番最後に処刑された。最後の言葉は「民衆に俺の頭を見せるのを忘れるなよ。これだけの頭は滅多に見られる物じゃないからな」であった。遺体は同志とともにエランシ墓地に埋葬されたが、後の道路拡張による墓地の閉鎖に伴い、遺骨はカタコンブ・ド・パリに移送されている。

## 私生活

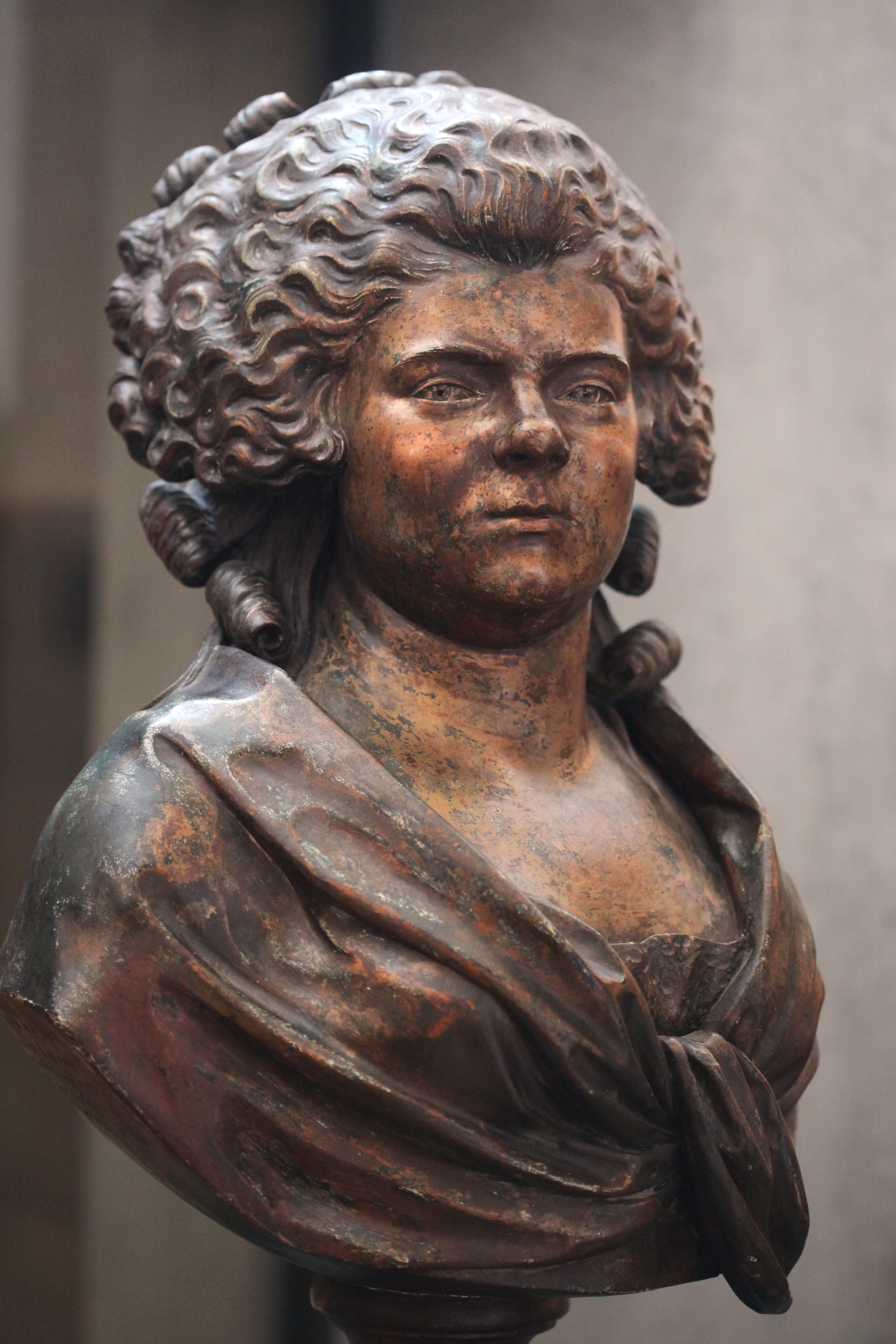
クロード＝アンドレ・ドセーヌによるガブリエルの胸像

1787年にパリのカフェのオーナーの娘であるガブリエル・シャルパンティエと結婚、3人の子供が誕生した。ジョルジュは彼女を深く愛していたが、ガブリエルは1793年2月10日に急死する。ベルギーに出張中だったダントンは一週間後にパリに帰還すると、亡骸を掘り起こし、その時とったデスマスクをもとに胸像を作らせて飾っていた。
ダントンの肖像画のうち少なくとも1つを描いた画家のコンスタンス・マリー・シャルパンティエはガブリエルの弟ヴィクトルと結婚したため、義妹にあたる。

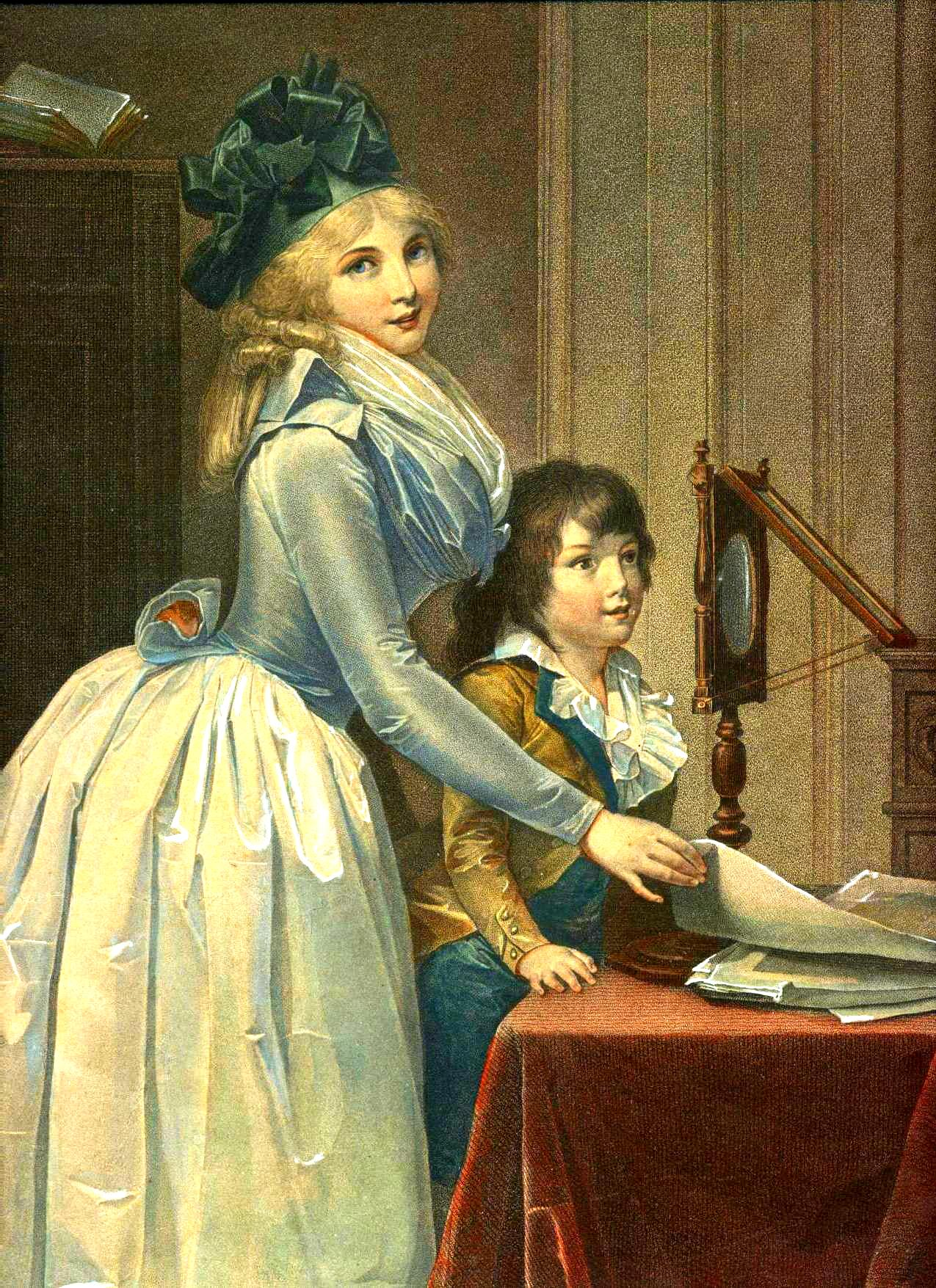
ルイーズと義理の息子アントワーヌ

ダントンは1793年7月1日にルイーズ・セバスティエンヌ・ジェリーと再婚した。コンスタンスの親戚でもあるルイーズは夫妻の友人で、子どもたちの世話をしていた。父親の死後、ダントンの息子たちは親権を譲渡された母方の祖父ジェローム・フランソワ・シャルパンティエのもとで育てられた。1804年にジェローム・フランソワが亡くなると息子のヴィクトルが後見人になったが、子供たちはアルシに住む父方の祖母（ダントンの母）のもとに送られ、トロワのコレージュで教育を受けた。ルイーズは1796年にクロード・フランソワ・エティエンヌ・デュパンと再婚した。再婚後も、ルイーズはダントンとガブリエルの子供たちを気にかけていたようである。

## 評価

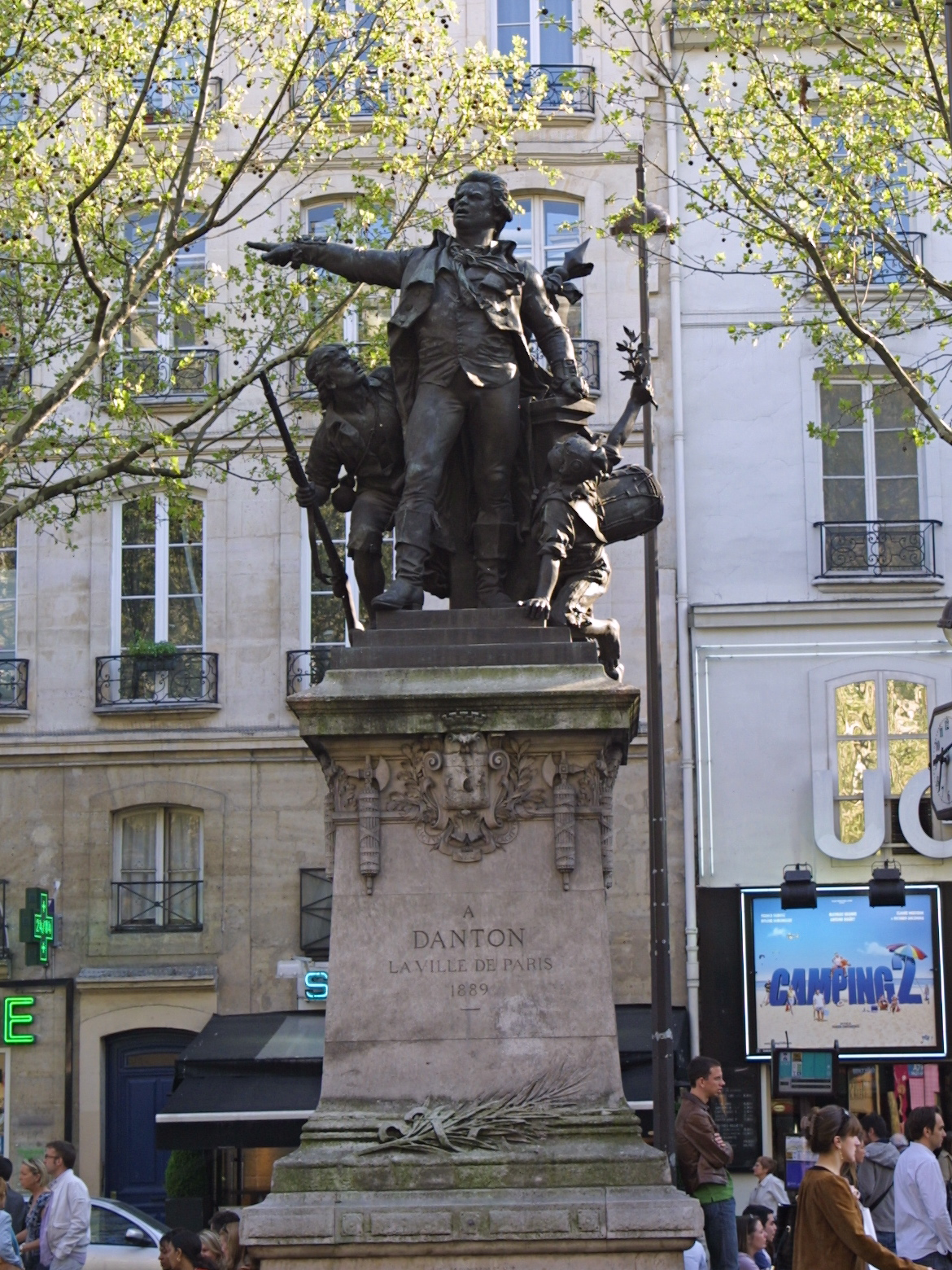
パリに建てられたダントンの銅像

ダントンは生前から、主に革命の中で生じた流血（九月虐殺など）の責任あるいは金銭問題に関し、ミラボー、ラファイエット、ロラン夫人、ロベスピエールら様々な党派の人々から非難を浴びせられた。テルミドールのクーデターによるロベスピエールの失脚後も、19世紀中頃までダントンの評価は概して低いままだった。
だが19世紀後半に入ると、特にコントの弟子ジャン＝フランソワ・ロビネの働きにより、ダントンを再評価する動きが起こる。また『フランス革命史』を書いたジュール・ミシュレも、ダントンを革命の体現者とみなした。ソルボンヌでフランス革命史の教授を務めたアルフォンス・オラールは、ロビネらの過大評価を修正しつつ、やはりダントンを優れた政治家として高く評価した。第三共和政期にはダントンはフランス革命の最も偉大な英雄とされ、1891年にはパリに銅像が建立された。
しかしながら、オラールの教え子だった歴史家アルベール・マティエは、史料を精査することでダントンの汚職を立証した。ロベスピエールの再評価を推し進めたマティエによれば、ダントンは「買ってくれる全ての人々に自分を売り渡した偽善的な革命家」であった。もっとも、マティエの実証自体は支持されているものの、他の歴史家たちはダントンへの極端な非難には疑問を呈している。ジョルジュ・ルフェーブルはマティエに近い見解を示しつつ、その資料操作や叙述方法を批判した。またジェラール・ワルテールは以下のように述べる。
ダントンに何を求めるのか？ 政治家としてのキャリアにおいて、彼がどれほどの金をどのように稼いだかを知るため？ それとも革命にどのような貢献をしたかを？ 後者の観点から判断するならば、評価すべきは彼の財産の貸借対照表ではなく、彼の行動である。 もし後者によって、ダントンの活動が本当に革命の勝利に貢献したことを立証できれば、彼が宮廷などから3万リーヴルを受け取ろうと、30万リーヴル、300万リーヴルであろうと、大した問題にはならない。 反対に、もしダントンが誰の金にも一銭も手をつけず、だがドイツ軍と亡命貴族がパリに進軍していた時期に革命期フランスの救世主ではなかったことが証明されたなら、ダントンを「偉大な正直者」と宣言することは我々の義務であるが、同時に偉大な革命家のリストからきっぱりと抹消することも我々の義務である。

## 登場する作品

### 文学作品
- ゲオルク・ビューヒナー『ダントンの死』(1835)（戯曲）
- ヴィクトル・ユゴー『九十三年』(1874)（小説）
- ロマン・ロラン『ダントン』(1899)（戯曲）
- レーモン・ルーセル『ロクス・ソルス』(1914)（小説）
- アレクセイ・トルストイ『ダントンの死』 (1923)（戯曲）※ビューヒナーの戯曲の改作
- 佐藤賢一『小説フランス革命』(2008-2013)（小説）

### 映画
- 『嵐の孤児』(1921)　演：モンテ・ブルー（英語版）
- 『怪傑ダントン』(1921)　演：エミール・ヤニングス
- 『ナポレオン』（1927）演：アレクサンドル・クビツキー
- 『ダントン』(1983) 演：ジェラール・ドパルデュー
- 『フランス革命 』(1989) 演：クラウス・マリア・ブランダウアー

### ミュージカル
- 『1789 -バスティーユの恋人たち-』日本では宝塚歌劇と東宝で上演された。
- 『ひかりふる路〜革命家、マクシミリアン・ロベスピエール〜』演：彩風咲奈

### 漫画
- 長谷川哲也『ナポレオン -獅子の時代-』

### ゲーム
- 『アサシン クリード ユニティ』
- 『薔薇に隠されしヴェリテ』声：うすいたかやす